# Liste der Einträge im National Register of Historic Places im Cass County (North Dakota)

Lage des Cass County in North Dakota

Die Liste der Einträge im National Register of Historic Places im Cass County in North Dakota führt alle Bauwerke und historischen Stätten im Cass County auf, die in das National Register of Historic Places aufgenommen wurden.

## Legende
| NRHP | Historic Place    |
| HD   | Historic District |

## Aktuelle Einträge
| [ 2 ] | Name                                                                         | Bild                                                                         | Eintragsdatum        | Lage | Ort                      | Beschreibung                                                                                            |
| ----- | ---------------------------------------------------------------------------- | ---------------------------------------------------------------------------- | -------------------- | --- | ------------------------ | --- |
| 1     | 1916 Buffalo High School                                                     | 1916 Buffalo High School                                                     | 2001 ID-Nr. 01000501 | 303 Pearl Street, North 46° 55′ 16″ N, 97° 32′ 59″ W                                                                                      | Buffalo                  | 1916 im neoklassizistischen Stil errichtetes Schulgebäude                                               |
| 2     | Barrington Apartments                                                        | Barrington Apartments                                                        | 1989 ID-Nr. 88000982 | 219 12th Street, South 46° 52′ 19″ N, 96° 47′ 51″ W                                                                                       | Fargo                    | 1933 errichteter Apartmentkomplex                                                                       |
| 3     | Great Northern Depot                                                         |                                                                              | 1977 ID-Nr. 77001024 | Woodard Avenue 47° 0′ 17″ N, 97° 13′ 9″ W                                                                                                 | Amenia                   | 1880 errichtetes Bahnhofsgebäude der Northern Pacific Railway; bis 1974 in Betrieb                      |
| 4     | Cass County Court House, Jail, and Sheriff's House                           | Cass County Court House, Jail, and Sheriff's House                           | 1983 ID-Nr. 83004062 | South 9th Street zwischen South 2nd Avenue und 3rd Avenue 46° 52′ 19″ N, 96° 47′ 35″ W                                                    | Fargo                    | 1904 errichteter Gebäudekomplex für Justiz, Sheriffbüro, Gebängnis sowie die Verwaltung des Cass County |
| 5     | Casselton Commercial Historic District                                       | Casselton Commercial Historic District                                       | 1982 ID-Nr. 82001311 | Abgegrenzt durch Front Street, 1st Street, 6th Avenue und 8th Avenue 46° 54′ 3″ N, 97° 12′ 38″ W                                          | Casselton                | 16 am Ende des 19. Jahrhunderts errichtete Gebäude im Zentrum von Casselton                             |
| 6     | DeLendrecie's Department Store                                               | DeLendrecie's Department Store                                               | 1979 ID-Nr. 79003725 | 620-624 Main Street 46° 52′ 27″ N, 96° 47′ 20″ W                                                                                          | Fargo                    | 1894 errichtetes Kaufhaus                                                                               |
| 7     | Dibley House                                                                 | Dibley House                                                                 | 1980 ID-Nr. 80004282 | 331 8th Avenue, South 46° 51′ 59″ N, 96° 47′ 1″ W                                                                                         | Fargo                    | 1906 errichtetes Wohnhaus                                                                               |
| 8     | Downtown Fargo District                                                      | Downtown Fargo District                                                      | 1983 ID-Nr. 83004064 | Abgegrenzt durch Roberts Street, South 1st Avenue, 5th Avenue, North und Main Avenue 46° 52′ 41″ N, 96° 47′ 24″ W                         | Fargo                    | 88 Gebäude im Zentrum von Fargo, die um das Jahr 1900 in verschiedenen Baustilen errichtet wurden       |
| 9     | Fargo City Detention Hospital                                                | Fargo City Detention Hospital                                                | 1987 ID-Nr. 86003741 | 57 11th Avenue, North 46° 53′ 21″ N, 96° 46′ 37″ W                                                                                        | Fargo                    | 1910 errichtetes Krankenhaus                                                                            |
| 10    | Fargo Oak Grove Residential Historic District                                | Fargo Oak Grove Residential Historic District                                | 2011 ID-Nr. 11000744 | North Terrace Avenue und South Terrace Avenue, östlich der Elm Street, North 46° 53′ 0″ N, 96° 46′ 34″ W                                  | Fargo                    | Zwischen 1895 und 1952 errichtete Wohngebäude                                                           |
| 11    | Fargo South Residential District                                             | Fargo South Residential District                                             | 1983 ID-Nr. 83001929 | Abgegrenzt durch 5th Avenue, 17th Avenue, South, 7th street und 9th Street, South 46° 51′ 43″ N, 96° 47′ 30″ W                            | Fargo                    | 1884 errichtete Wohngebäude                                                                             |
| 12    | Fargo Theatre Building                                                       | Fargo Theatre Building                                                       | 1982 ID-Nr. 82001312 | 314 Broadway 46° 52′ 45″ N, 96° 47′ 16″ W                                                                                                 | Fargo                    | 1926 im Art-déco-Stil errichtetes Theater                                                               |
| 13    | Grand Lodge of North Dakota, Ancient Order of United Workmen                 | Grand Lodge of North Dakota, Ancient Order of United Workmen                 | 1979 ID-Nr. 79001770 | 112-114 North Roberts Street 46° 52′ 40″ N, 96° 47′ 23″ W                                                                                 | Fargo                    | Im Jahr 1914 errichtetes Clubhaus des Ancient Order of United Workmen                                   |
| 14    | Great Northern Freight Warehouse                                             | Great Northern Freight Warehouse                                             | 1990 ID-Nr. 90001749 | 420 North 7th Street 46° 52′ 52″ N, 96° 47′ 28″ W                                                                                         | Fargo                    | Im Jahr 1902 im Chicago-Stil errichtetes Geschäftshaus                                                  |
| 15    | James Holes House                                                            | James Holes House                                                            | 1987 ID-Nr. 86003740 | 1230 5th Street, North 46° 53′ 29″ N, 96° 47′ 10″ W                                                                                       | Fargo                    | 1879 im Italianate-Stil errichtetes Wohnhaus                                                            |
| 16    | Knerr Block, Floyd Block, McHench Building and Webster and Cole Building     | Knerr Block, Floyd Block, McHench Building and Webster and Cole Building     | 1983 ID-Nr. 83001930 | 13, 15, 17-19, und 21-23 8th Street, South 46° 52′ 26″ N, 96° 47′ 27″ W                                                                   | Fargo                    | Zwischen 1900 und 1910 errichtete Gebäude                                                               |
| 17    | Lewis House                                                                  | Lewis House                                                                  | 1979 ID-Nr. 79003726 | 1002 3rd Avenue, South 46° 52′ 17″ N, 96° 47′ 46″ W                                                                                       | Fargo                    | 1899 im neoklassizistischen Stil errichtetes Bürogebäude                                                |
| 18    | Robert Lindemann House                                                       |                                                                              | 1994 ID-Nr. 94001073 | 138th Avenue 46° 40′ 8″ N, 97° 34′ 32″ W                                                                                                  | nordöstlich von Enderlin | 1913 im Queen Anne-Stil errichtetes Wohnhaus                                                            |
| 19    | Masonic Block                                                                | Masonic Block                                                                | 1979 ID-Nr. 79001771 | 11 South 8th Street 46° 51′ 55″ N, 96° 47′ 29″ W                                                                                          | Fargo                    | 1884 im Early Commercial-Stil (einem Vorläufer des Chicago-Stil) errichtetes Gebäude                    |
| 20    | North Dakota State University District                                       | North Dakota State University District                                       | 1986 ID-Nr. 86003261 | Abgegrenzt durch North University Drive, 12th Avenue, North, Service Drive und Campus Avenue 46° 53′ 34″ N, 96° 48′ 0″ W                  | Fargo                    | Zwölf um das Jahr 1900 in verschiedenen Baustilen errichteten Gebäude der North Dakota State University |
| 21    | North Side Fargo Builder's Residential Historic District                     | North Side Fargo Builder's Residential Historic District                     | 1987 ID-Nr. 86003737 | Abgegrenzt durch Benjamin Franklin School area and Golf Course, 1st Street, 12th Avenue, North und 4th Street 46° 53′ 33″ N, 96° 47′ 0″ W | Fargo                    | 103 im Jahr 1925 im Tudor Revival genannten Baustil errichtete Wohnhäuser                               |
| 22    | North Side Fargo High Style Residential Historic District                    | North Side Fargo High Style Residential Historic District                    | 1987 ID-Nr. 86003739 | Abgegrenzt durch 12th Avenue, North, 4th Street, 11th Avenue, North und 7th Street 46° 53′ 22″ N, 96° 47′ 11″ W                           | Fargo                    | 33 im Jahr 1894 in verschiedenen Baustilen errichtete Wohnhäuser                                        |
| 23    | Northern Pacific Railway Depot                                               | Northern Pacific Railway Depot                                               | 1975 ID-Nr. 75001304 | 701 Main Avenue 46° 52′ 29″ N, 96° 47′ 21″ W                                                                                              | Fargo                    | Im Jahr 1898 errichtetes Bahnhofsgebäude der Northern Pacific Railway; bis 1970 in Betrieb              |
| 24    | Old Stone Church                                                             | Old Stone Church                                                             | 1996 ID-Nr. 96000311 | 206 North Wilcox Avenue 46° 55′ 18″ N, 97° 33′ 3″ W                                                                                       | Buffalo                  | Im Jahr 1885 im neugotischen Stil errichtete Kirche                                                     |
| 25    | Pence Automobile Company Warehouse                                           | Pence Automobile Company Warehouse                                           | 1994 ID-Nr. 93001478 | 301 North P Avenue 46° 52′ 34″ N, 96° 46′ 57″ W                                                                                           | Fargo                    | Im Jahr 1920 errichtetes erstes Autohaus der Region                                                     |
| 26    | Powers Hotel                                                                 | Powers Hotel                                                                 | 1983 ID-Nr. 83001931 | 400 Broadway 46° 52′ 48″ N, 96° 47′ 16″ W                                                                                                 | Fargo                    | 1914 errichtetes Hotelgebäude                                                                           |
| 27    | Research Plot 2                                                              | Research Plot 2                                                              | 1991 ID-Nr. 91001474 | Nahe der Kreuzung von Centennial Avenue und 18th Street, North am Campus der North Dakota State University 46° 53′ 39″ N, 96° 48′ 31″ W   | Fargo                    | 1882 eingerichtetes Forschungsareal                                                                     |
| 28    | Research Plot 30                                                             | Research Plot 30                                                             | 1991 ID-Nr. 91001475 | Nahe der Kreuzung von Centennial Avenue und 18th Street, North am Campus der North Dakota State University 46° 53′ 39″ N, 96° 48′ 39″ W   | Fargo                    | 1884 eingerichtetes Forschungsareal                                                                     |
| 29    | Shea Site                                                                    |                                                                              | 1996 ID-Nr. 96000817 | Adresse nicht veröffentlicht | Embden                   | Archäologische Fundstätte                                                                               |
| 30    | Sprunk Site (32CS04478)                                                      |                                                                              | 2007 ID-Nr. 06001226 | Adresse nicht veröffentlicht | Enderlin                 | Archäologische Fundstätte                                                                               |
| 31    | St. Stephen's Episcopal Church                                               | St. Stephen's Episcopal Church                                               | 1992 ID-Nr. 92001609 | 3rd Avenue Ecke 5th Street 46° 54′ 10″ N, 97° 12′ 34″ W                                                                                   | Casselton                | 1886 im neugotischen Stil errichtete Kirche                                                             |
| 32    | Union Storage & Transfer Cold Storage Warehouse and Armour Creamery Building | Union Storage & Transfer Cold Storage Warehouse and Armour Creamery Building | 2007 ID-Nr. 07000016 | 1026-1032 Northern Pacific Avenue und 1034-1102 Northern Pacific Avenue 46° 52′ 36″ N, 96° 47′ 43″ W                                      | Fargo                    | 1930 errichtetes Geschäftsgebäude                                                                       |
| 33    | Watts Free Library                                                           | Watts Free Library                                                           | 1990 ID-Nr. 89002304 | 101 3rd Street, North 46° 39′ 12″ N, 97° 14′ 45″ W                                                                                        | Leonard                  | Von 1911 bis 1913 errichtete öffentliche Bibliothek; 1968 geschlossen und 1972 wieder eröffnet          |
| 34    | Woodrow Wilson School                                                        | Woodrow Wilson School                                                        | 2012 ID-Nr. 12000881 | 315 North University Drive 46° 52′ 48,2″ N, 96° 47′ 51,4″ W                                                                               | Fargo                    | Im Jahr 1917 errichtetes Schulgebäude                                                                   |

## Frühere Einträge
| [ 2 ] | Name                           | Bild | Eintragsdatum        | Lage                                                        | Ort   | Beschreibung                                                     |
| ----- | ------------------------------ | ---- | -------------------- | ----------------------------------------------------------- | ----- | ---------------------------------------------------------------- |
| 1     | Cole Hotel                     |      | 1983 ID-Nr. 83001928 | 401-407 Northern Pacific Ave. 46° 52′ 34″ N, 97° 47′ 3,1″ W | Fargo | Im Jahr 1909 errichtetes Hotel; 2009 aus dem Register gestrichen |
| 2     | Gethsemane Episcopal Cathedral |      | 1980 ID-Nr. 80002909 | 204 South 9th Avenue 46° 53′ 4,8″ N, 96° 46′ 59,4″ W        | Fargo | Im Jahr 1991 aus dem Register gestrichen                         |
| 3     | Chesebro Smith House           |      | 1986 ID-Nr. 86003744 | 1337 Broadway 46° 53′ 1,1″ N, 96° 47′ 16,9″ W               | Fargo | Im Jahr 2004 aus dem Register gestrichen                         |

## Vorgesehen
Dieses Objekt ist für die Eintragung in das NRHP vorgesehen. Dies ist aber durch einen Einspruch des Besitzers noch nicht erfolgt.
| [ 2 ] | Name                           | Bild | Eintragsdatum        | Lage                                             | Ort   | Beschreibung                                               |
| ----- | ------------------------------ | ---- | -------------------- | ------------------------------------------------ | ----- | ---------------------------------------------------------- |
| 1     | Elliot-Powers House and Garage |      | 1987 ID-Nr. 87002634 | 702-704 Broadway 46° 53′ 1,1″ N, 96° 47′ 16,9″ W | Fargo | Im Jahr 1900 im Queen Anne-Stil errichteter Gebäudekomplex |